# Henry Obando
Henry Obando (Tumaco, Colombia; (5 de abril de 1993) Juega de defensa y actualmente milita en el Club Deportivo Petrolero de Bolivia. 

## Clubes
| Club                              | País     | Temporada       |
| --------------------------------- | -------- | --------------- |
| Deportes Tolima                   | Colombia | 2012 - 2016     |
| Atlético Bucaramanga              | Colombia | 2017            |
| Cúcuta Deportivo                  | Colombia | 2018 - 2019     |
| Alianza Petrolera                 | Colombia | 2020            |
| Técnico Universitario             | Ecuador  | 2020 - Presente |
| Cúcuta Deportivo                  | Ecuador  | 2022 - 2023     |
| Sociedade Esportiva Itapirense    | Brasil   | 2023            |
| Associação Desportiva Cabofriense | Brasil   | 2023 - 2024     |
| Club Deportivo Petrolero          | Bolivia  | 2024 - Act.     |

## Palmarés

### Campeonatos nacionales
| Título        | Club             | País     | Año  |
| ------------- | ---------------- | -------- | ---- |
| Copa Colombia | Deportes Tolima  | Colombia | 2014 |
| Primera B     | Cúcuta Deportivo | Colombia | 2018 |